# Oraesia triobliqua
Oraesia triobliqua är en fjärilsart som beskrevs av Saalmüller 1880. Oraesia triobliqua ingår i släktet Oraesia och familjen nattflyn. Inga underarter finns listade i Catalogue of Life.